# Rhynchodia mesophaea
Rhynchodia mesophaea là một loài bướm đêm trong họ Noctuidae.